# Наблюдение (фильм)
«Наблюдение» (англ. Surveillance) — независимый триллер, снятый американским режиссёром Дженнифер Линч с участием актёров Джулии Ормонд, Билла Пуллмана, Майкла Айронсайда и Френча Стюарта. Премьерный показ фильма прошёл на Каннском кинофестивале 2008 года. Это вторая лента Дженнифер Линч после дебютной «Елена в ящике» (1993).

## Сюжет
Два агента ФБР, Сэм Холлоуэй (Билл Пуллман) и Элизабет Андерсон (Джулия Ормонд), приезжают в провинциальный городок для расследования массового убийства и исчезновения женщины. Под камерами наблюдения они опрашивают трёх выживших свидетелей — неуравновешенного полицейского Джека Беннетта, молодую наркоманку Бобби Прескотт и наблюдательную восьмилетнюю девочку Стефани, семья которой была убита двумя неизвестными в резиновых масках.

## В ролях
- Билл Пуллман — Сэм Холлоуэй
- Джулия Ормонд — Элизабет Андерсон
- Шери Отери — мама
- Мак Миллер — Джонни
- Райан Симпкинс — Стефани
- Хью Диллон — Стивен, отчим Стефани
- Пелл Джеймс — Бобби Прескотт
- Майкл Айронсайд — капитан Биллингс
- Гилл Гейл — офицер Деграссо
- Кент Харпер — офицер Джек Беннет
- Чарли Ньюмарк — офицер Райт
- Френч Стюарт — офицер Джим Конрад